# La mujer en las letras de tango
La mujer en las letras de tango apareció desde las primeras obras y continuó haciéndolo a lo largo del tiempo convirtiéndose en un personaje ineludible en cuanto se refiere a ese mundo mítico construido alrededor de este género musical. Su figura, tal como aparece en las representaciones predominantes en cada momento, no se ha mantenido siempre igual sino que ha ido variando a lo largo del tiempo acompañando a una sociedad que también ha ido cambiando.
En muchos casos para la referencia a la mujer el letrista ha utilizado términos lunfardos tales como mina -el más genérico y aceptado ya por la Academia de la Lengua pero también hay otros vocablos o derivaciones equivalentes como grela, naifa, papa, percanta, minerva, papirusa, jermu y papusa, si bien no siempre la significación es idéntica. Dice un verso del poeta Felipe H. Fernández (Yacaré):

Yo a la mina le bato paica,feba, catriela,
percanta, cosa, piba,budín o percantina,

Chata, bestia, garaba, peor es nada o fémina

Cusifai, adorada, chiruza, nami o grela.

## Mundo mítico
Dice Jorge Luis Borges en un poema referido al tango:

”:Esa ráfaga, el tango, esa diablura,
los atareados años desafía;
hecho de polvo y tiempo, el hombre dura
menos que la liviana melodía,
que sólo es tiempo. El tango crea un turbio
pasado irreal que de algún modo es cierto,
un recuerdo imposible de haber muerto
peleando, en una esquina del suburbio.

Los agrupamientos de tangos nunca podrán contener la totalidad de los ejemplos posibles y siempre habrá un tango o parte de él que contradiga las regularidades significantes en las obras que gozaron de mayor popularidad.

## Décadas de 1900 y 1910
Irene López seleccionó tres tangos –con autores masculinos pero para ser cantados por mujeres- como “representaciones fundacionales” de la figura femenina en el tango en las dos primeras décadas del siglo XX. El primero es La morocha (1905) de Ángel Villoldo y Enrique Saborido, en el cual la narradora se describe como, “la más agraciada”, indica que realiza sus tareas “con dulce acento” y “tierna pasión”; además, es la “gentil compañera” que “no siente pesares y “alegre pasa la vida…para su dueño”. La mujer agrega que con “dulce emoción” le canta “al pampero, a mi patria amada y a mi fiel amor”. Este último es descrito como el “paisano”, “mi dueño”, “noble gaucho porteño”, “criollito noble y valiente”.
Opina Irene López que

”los valores que se desprenden son los de la mujer como fiel compañera que ama tanto a “su dueño” como a la patria y cuya felicidad es posible, en gran medida, gracias a las cualidades que marcan su conducta en la vida: dulzura, ternura, pasión, generosidad, sencillez, gentileza; virtudes todas ellas al servicio del hombre y de la patria.”

Diez años después Vicente Greco creó La milonguera (1915), el segundo tango representativo elegido por Irene López. En primera persona, la narradora se presenta en los primeros versos destacando su destreza en el baile “Soy milonguera, me gusta el tango, y en los bailongos me sé lucir”. En tono festivo, exultante, muestra orgullo por su destreza y por el placer que le provoca el baile.
Ese tono cambia diametralmente en el tango casi contemporáneo del anterior Maldito tango  (1916) de Luis Roldán y Osmán Pérez Freire, tercer representativo elegido por López. Aquí la decente y humilde protagonista es llevada por el tango al consumo de drogas, la prostitución y la decadencia. En este tango no solo aparece ese tono moralizante que será frecuente en adelante sino que también habla sin disimulo de la vinculación entre el mundo de la prostitución y las drogas. Cabe aclarar que cuando en 1944 Libertad Lamarque grabó esta obra, debido a la censura los versos en los que se alude a la cocaína y el ajenjo fueron reemplazados.

## Décadas de 1920 y 1930
Por su parte Carlos Mina afirma que hasta mediados de la década de 1930 casi no existían en el tango mujeres que no pertenecieran a una de las dos categorías: las madres o las milonguitas, las mujeres de los lugares bailables. Esto era consecuencia de una visión masculina que implicaba una doble moral: en el hogar, la mujer decente cuyo arquetipo era la madre y fuera de ella, la mujer liberada, tal vez encuadrada en una prostitución por entonces permitida, pero ligado a un goce más desinhibido descripto como “vicio” por los mismos narradores.
No es un invento del tango la figura de la “madre” como símbolo de vida, amparo, bondad y protección, pero en las letras de tango esa figura aparece ligada al hogar, al barrio y, por extensión, a la infancia perdida, a la evocación de un pasado sereno. 
Hasta aproximadamente 1935 la gran mayoría de los letristas dividía a la ciudad en dos sectores infranqueables: el suburbio, paraíso perdido, y el centro, antro de perdición. La visión compartida por casi todos ellos es la de un futuro nefasto para las mujeres de cabaré, que una vez perdidos los atributos de juventud, salud, belleza y buena indumentaria perderán el favor de los bacanes –augurios basados en la realidad del efecto inexorable de la bebida, las enfermedades y el mero paso del tiempo. Esa visión se refiere a la mujer no solo como objeto sexual sino que también se le recuerda constantemente su desubicación de clase ya que abandonó el barrio persiguiendo el trato abacanado.
Un grupo de autores encabezado por Samuel Linning y su Milonguita (1920) -“los hombres te han hecho mal”- acusa que los responsables de la “caída” de la mujer son los hombres, en especial el bacán, el magnate, el niño bien; con el mismo espíritu está De mi barrio, de Enrique Cadícamo y Mano cruel de Armando Tagini.. En la acera opuesta, que podemos considerar la del realismo narrativo, están quienes sin desconocer la culpa masculina ven el camino de la milonguera como una elección de vida. Así Pascual Contursi en Flor de fango le dice a la protagonista “los amigos te engrupieron y esos mismos te perdieron” pero también “te entregastes a las farras…te gustaban las alhajas, los vestidos a la moda…”  y, con mayor acritud, Celedonio Flores  increpa a Margot: “Son macanas, no fue un guapo haragán y prepotente ni un cafisho veterano el que al vicio te largó, vos rodaste por tu culpa y no fue inocentemente ¡berretines de bacana que tenías en la mente!...” 
Entre 1929 y 1935 comenzó una transición en la que aparecieron personajes femeninos más acordes con la imagen de la poesía amatoria universal: De todo te olvidas, de Enrique Cadícamo, Misa de once, de Tagini, La uruguayita Lucía, de López Barreto, La viajera perdida de Blomberg, Mi Buenos Aires querido y El día que me quieras de Alfredo Le Pera.

## Desde la década de 1940 en adelante
Desde la década de 1940 prácticamente desaparecieron las referencias a la madre en las letras de tango. Los poetas comenzaron a reflejar otro sector de la sociedad: la clase media. 
Los cotorros y bulines ya no se usan como escenario ni como protagonistas. Paulatinamente, el duelo del abandono ya no se ve como una afrenta a la integridad masculina sino como un desencuentro entre dos amantes sin que generalmente importe la responsabilidad, si la hay, de la ruptura. La percanta, la mina, la milonguera, deja paso a la mujer querida y el bacán, el malevo, el gil, el garabo, el mishé, al hombre.
Ya no hay mujeres engañadas, arrastradas por el fango, o presas de una soltería no querida. Hay una actitud menos extremista frente a las relaciones amorosas y a sus protagonistas; ya no hay ángeles o demonios, mujeres libres o esclavas, puras o perdidas. El destino –o sea las razones imponderables- incide en las relaciones con una fuerza y frecuencia antes desconocida.